# Vladimir Kara-Mourza
Ne doit pas être confondu avec Vladimir Kara.
Pour les articles homonymes, voir Kara et Mourza (homonymie).
Vladimir Vladimirovitch Kara-Mourza (en russe : Влади́мир Влади́мирович Кара́-Мурза́), né le 7 septembre 1981 à Moscou, est un homme politique, journaliste, cinéaste et prisonnier politique russe et britannique.
C'est un proche de l'opposant à Vladimir Poutine Boris Nemtsov, ce dernier ayant été assassiné en 2015 à quelques pas du Kremlin. Kara-Mourza a survécu à deux empoisonnements ; un en mai 2015 et un en février 2017. Ses soutiens suspectent le régime de Poutine.
Le 17 avril 2023, il est condamné par la justice russe à 25 ans de colonie pénitentiaire, notamment pour le chef d'accusation de « haute trahison », en raison de sa critique publique de l'invasion russe de l'Ukraine. Cette décision est critiquée par de nombreux diplomates et responsables, notamment occidentaux. Il est libéré par la Russie le 1er août 2024 lors d'un échange de prisonniers.
En mai 2024, il remporte le prix Pulitzer du commentaire politique.

## Enfance et éducation
Vladimir Vladimirovitch Kara-Mourza naît à Moscou le 7 septembre 1981. Il possède la nationalité russe et est également britannique par sa mère qui est de religion juive,.
Il est le fils du journaliste et animateur de télévision russe Vladimir Kara-Mourza (1959-2019), critique virulent de Leonid Brejnev et partisan des réformes sous Boris Eltsine. Ses grands-parents d'origine tatare ont été emprisonnés dans un camp du goulag. Deux de ses arrières grands-parents y sont morts. Son père était l'arrière-petit-fils du révolutionnaire letton Voldemārs Bisenieks (1884-1938) et l'arrière-petit-neveu du premier ambassadeur de Lettonie en Grande-Bretagne, Georgs Bisenieks (lv) (1885-1941), tous deux fusillés par le NKVD.
Il part s'installer à Londres avec sa mère lorsqu'il a 15 ans. Il a une maitrise d'histoire qu'il a obtenue à l'université de Cambridge et parle parfaitement le français qu’il a appris à l’école à Moscou.

## Carrière de journaliste et cinéaste
Il commence à travailler dès 16 ans à Londres en 1997 en tant que correspondant pour le journal russe Novye Izvestia et la radio Écho de Moscou. Il travaille ensuite à partir de 2000 pour le quotidien russe Kommersant. Il est chef de l'antenne de Washington de la chaine internationale russe RTVI de 2003 à 2012. Il est également cinéaste.

## Politique
De 2000 à 2003, il est conseiller de l'opposant politique à la Douma Boris Nemtsov.

### Présentation aux élections législatives (2003)
Il se présente aux élections législatives en 2003, dans le district de Chertanovski à Moscou. Sa candidature est soutenue conjointement par l'Union des forces de droite et Iabloko,. Pendant la campagne, diverses méthodes déloyales sont utilisées contre Kara-Mourza. Le candidat du parti au pouvoir Russie Unie, Vladimir Grouzdev (en), tente de le faire retirer du scrutin ; l'éclairage des panneaux de campagne de Kara-Mourza et le son des débats télévisés sont éteints, et des votes par carrousel (procédé qui permet à un électeur de voter dans plusieurs bureaux de vote différents) sont découverts le jour de l'élection.
Selon les résultats officiels, Grouzdev obtient 149 069 voix (53,8 %), Kara-Mourza, 23 800 voix (8,6 %) et le candidat du Parti communiste Sergueï Sereguine, 18 992 voix (6,9 %).

### Campagne pour Boukovski (2007–2008)
En janvier 2004, il cofonde le Comité 2008 (en), un groupe d'opposition dirigé par Boris Nemtsov et Garry Kasparov. En mai 2007, Kara-Mourza nomme le militant des droits de l'homme et écrivain Vladimir Boukovski comme candidat de l'opposition démocratique à la présidence russe pour les élections de 2008. « L'opposition a besoin d'un candidat à la présidence - fort, intransigeant, décisif, doté d'une autorité politique irréprochable et, plus important encore, d'une autorité morale », peut-on lire dans la déclaration rédigée par Kara-Mourza au nom du comité de campagne de Boukovski ; « La Russie a besoin de son propre Václav Havel, pas d'un nouveau successeur du KGB ». Il est alors chef de campagne pour Boukovski.
Cependant, l'enregistrement auprès de la Commission électorale centrale comme candidat à la présidence n'a que peu de chances d'aboutir. La campagne est, selon Boukovski lui-même, plus une façon de galvaniser les forces d'opposition restantes que de concourir pour la présidence. Et en effet, le 22 décembre 2007, la Commission électorale centrale rejette la demande de Boukovski, au motif qu'il n'avait pas fourni d'informations sur ses activités d'écrivain lors de la soumission de ses documents et qu'il était titulaire d'un permis de séjour britannique, et qu'il n'avait pas vécu en Russie au cours des dix dernières années, comme la constitution russe l'exige alors.

### Poursuite de l'opposition

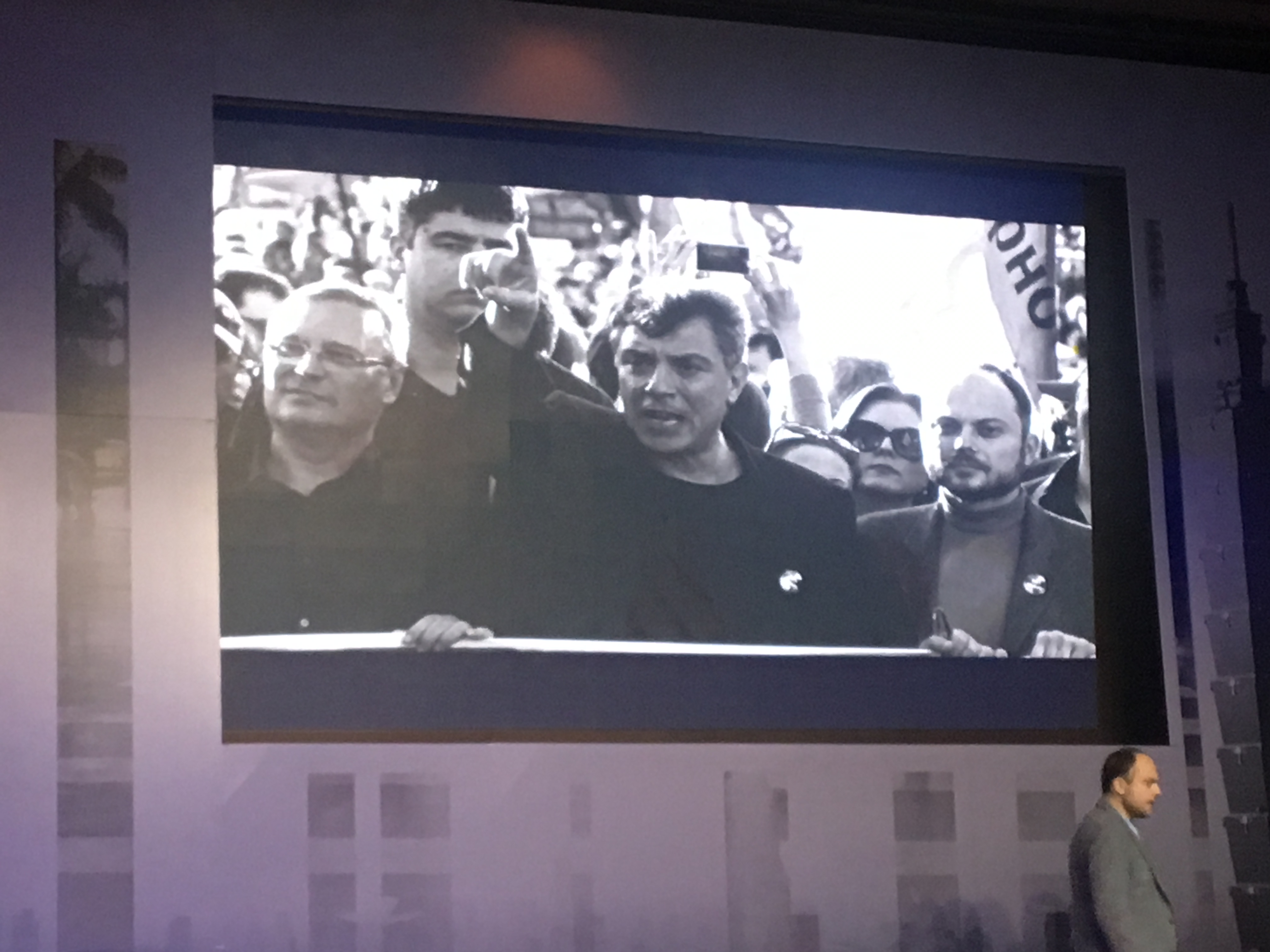
Kara-Mourza aux côtés de Boris Nemtsov lors d'une manifestation. La photo est présentée au forum d'Oslo à Taiwan en 2018.

Il est membre du conseil fédéral du parti Solidarnost, qu'il a créé avec Boris Nemtsov,. Il participe aux manifestations massives (organisées par ce parti) de contestation des élections législatives de 2011. Ce sont les manifestations les plus importantes depuis la chute de l'URSS en 1991.
En 2012, il rejoint le Parti de la liberté du peuple (dirigé par Boris Nemtsov et Mikhaïl Kassianov) et devient membre de son conseil exécutif,. Il en devient le chef adjoint de 2015 à 2016. Il est également élu au Conseil de coordination de l'opposition russe (en) en 2012, étant placé 21e sur 169 et recevant 20 845 votes. Pendant l'été, il est licencié de RTVI (pour qui il était chef à Washington depuis 2012) après avoir eu sa carte de presse révoquée par l'ambassade de Russie, au motif qu'il n'était selon cette dernière « plus journaliste ». Il devient ensuite conseiller principal pour le think tank Institut de la Russie moderne basé à New-York et dirigé par le fils de Mikhaïl Khodorkovski (oligarque et dissident russe, alors emprisonné), Pavel Khodorkovski,,.
Lorsque Mikhaïl Khodorkovski sort de prison, Kara-Mourza accepte de devenir le coordinateur de l'ONG Open Russia (en) basée en Russie et fondée par Khodorkovski, qui fait la promotion de la société civile et de la démocratie en Russie. Il revient alors en Russie et laisse sa famille vivre aux États-Unis pour leur sécurité sur conseil de Khodorkovski,,. Il est aujourd'hui vice-président de l'ONG.
En 2013, les tribunaux russes considèrent que sa candidature aux élections régionales est invalide « au seul motif de sa double nationalité ». Il avait obtenu la nationalité britannique lorsqu'il s'était installé au Royaume-Uni avec sa mère lorsqu'il avait 15 ans. En octobre 2022, la Cour européenne des droits de l'homme (CEDH) donne raison à Kara-Mourza. Elle stipule que l'article 3 du Protocole n°1 qui garantit le droit à des élections libres a été violé,.
En 2016, il est menacé par le dirigeant tchétchène Ramzan Kadyrov, dans une vidéo où il est dans le viseur d'un fusil avec l'opposant à Vladimir Poutine, Mikhaïl Kassianov.
En 2017, il témoigne au Congrès des États-Unis devant plusieurs sénateurs dont John McCain et Lindsey Graham, ardents appuis de l'opposition au régime de Poutine. Il demande aux États-Unis de poursuivre les programmes de diplomatie publique et d'échanges, et de continuer le soutien des médias en langue russe.

### Funérailles de John McCain
En avril 2018, le sénateur américain John McCain envoie à Kara-Mourza un message lui disant qu'un cancer du cerveau lui a été diagnostiqué et demande que Kara-Mourza, qui avait travaillé avec lui sur des questions liées à la Russie depuis 2010, serve de porteur de cercueil lors des prochaines funérailles du sénateur. Kara-Mourza déclarera plus tard qu'il était « sans voix, brisé et au bord des larmes », et que c'était « l'honneur le plus déchirant que l'on puisse imaginer ». McCain décède le 25 août ; Kara-Mourza rejoint quatorze autres personnes choisies par John McCain, toutes désignées comme ses amis, dont l'ancien vice-président Joe Biden et l'acteur Warren Beatty, pour porter le cercueil lors des funérailles de McCain à la cathédrale nationale de Washington le 1er septembre. Le choix de Kara-Mourza par McCain est considéré par certains comme une « dernière attaque » contre Poutine, dont John McCain était un critique virulent, et contre le président américain Donald Trump, en raison de sa proximité apparente avec le président russe,.

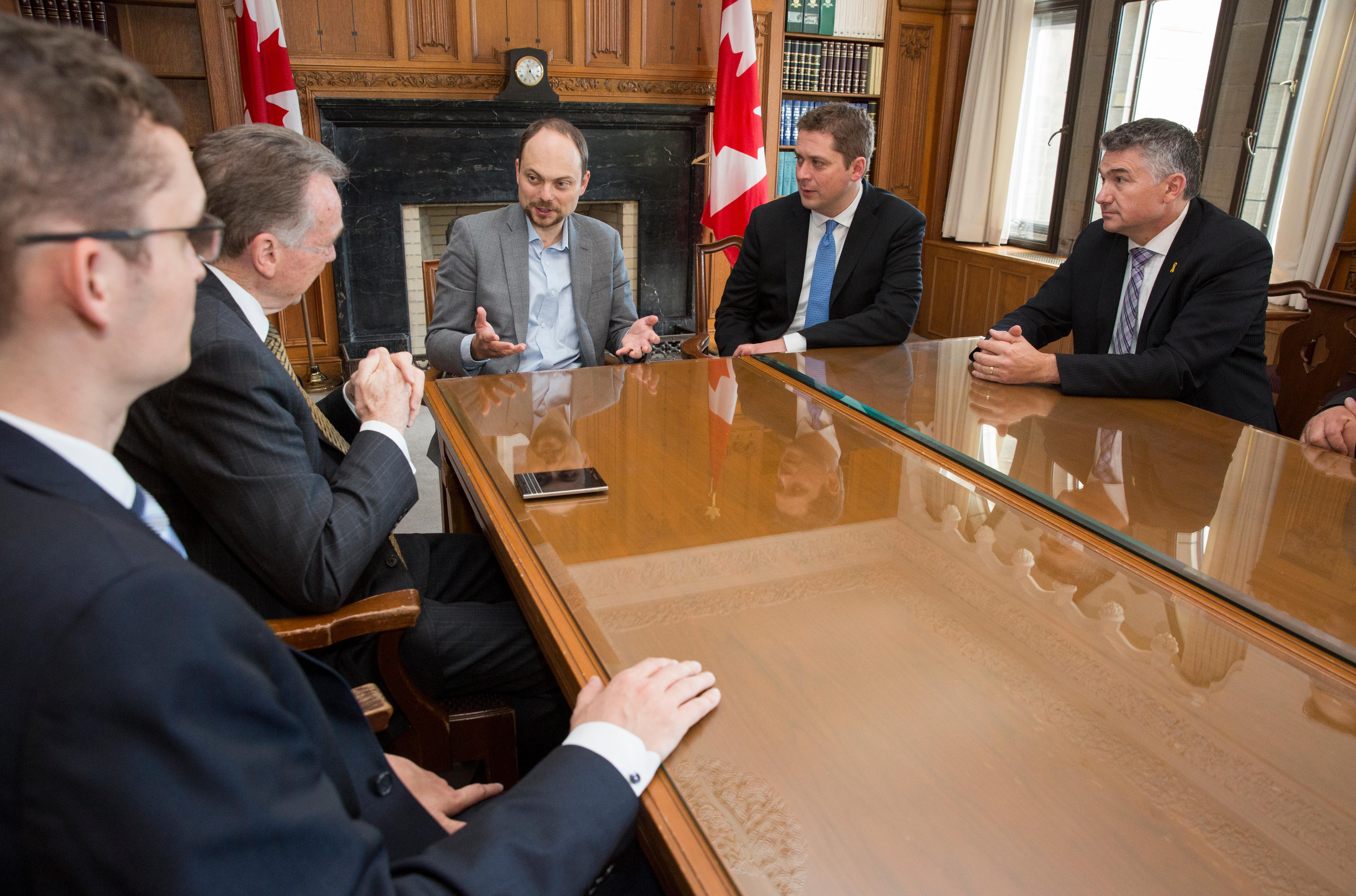
Vladimir Kara-Mourza avec Andrew Scheer, alors chef du Parti Conservateur du Canada en 2017.
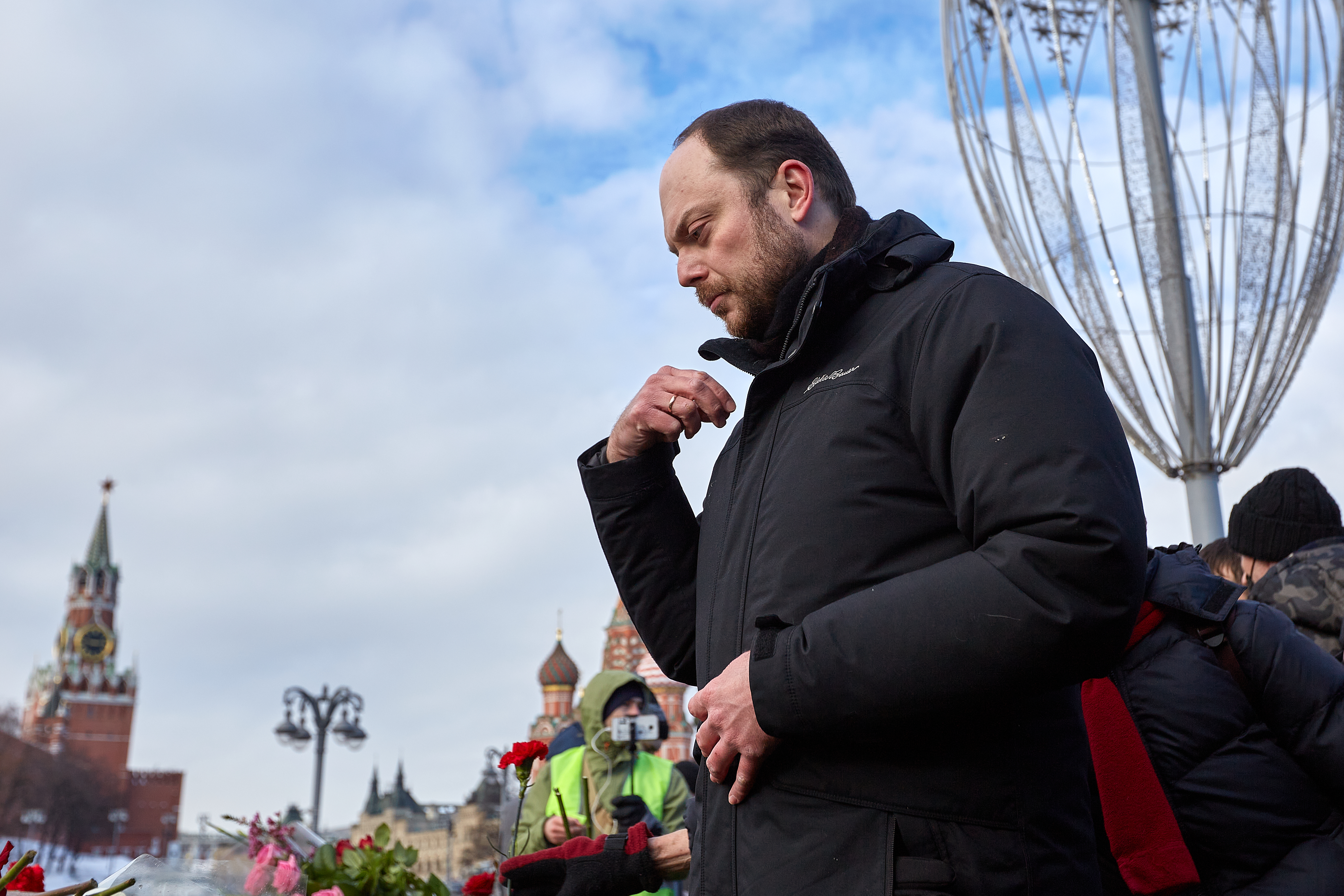
Vladimir Kara-Mourza se recueille devant l'endroit où Boris Nemtsov a été assassiné, à côté du Kremlin à Moscou le 27 février 2021.

## Loi Magnitski
Avec Boris Nemtsov, il joue un rôle clé dans l'adoption de la loi Magnitski, votée en 2012 par le Congrès américain. Elle permet, aux États-Unis, de mettre en place des sanctions contre les personnes reconnues responsables de violations des droits humains partout dans le monde. Cette loi porte le nom d'un avocat russe, Sergueï Magnitski, privé de soins médicaux et battu à mort en détention préventive en Russie en 2009 après avoir révélé une affaire de corruption massive, dite « affaire Magnitski »,,. Aux États-Unis, le vote de cette loi permet alors de refuser des visas à une liste d'officiels russes (dite liste Magnitski) impliqués dans cette affaire et de saisir leurs avoirs. Cette liste entraine alors une crise diplomatique entre Moscou et Washington,.
Kara-Mourza et Nemtsov appellent également le Canada à adopter un texte législatif similaire, alors en cours d'examen par la sous-commission des droits de l'homme internationaux de la Chambre des communes du Parlement canadien. En décembre 2012, Kara-Mourza se rend à Ottawa pour encourager l'adoption de la version canadienne de la loi Magnitski. Selon lui, les élites russes « considèrent l'Occident comme un endroit sûr pour stocker leur argent, acheter des résidences secondaires et envoyer leurs enfants à l'école » et que « c'est en Occident qu'ils sont le plus vulnérables ». Il affirme que « punir les personnes impliquées par le biais d'une législation étrangère constitue le seul mécanisme possible aujourd'hui pour défendre les citoyens russes respectueux de la loi contre ces escrocs et ces abuseurs ».

## Empoisonnements et emprisonnement

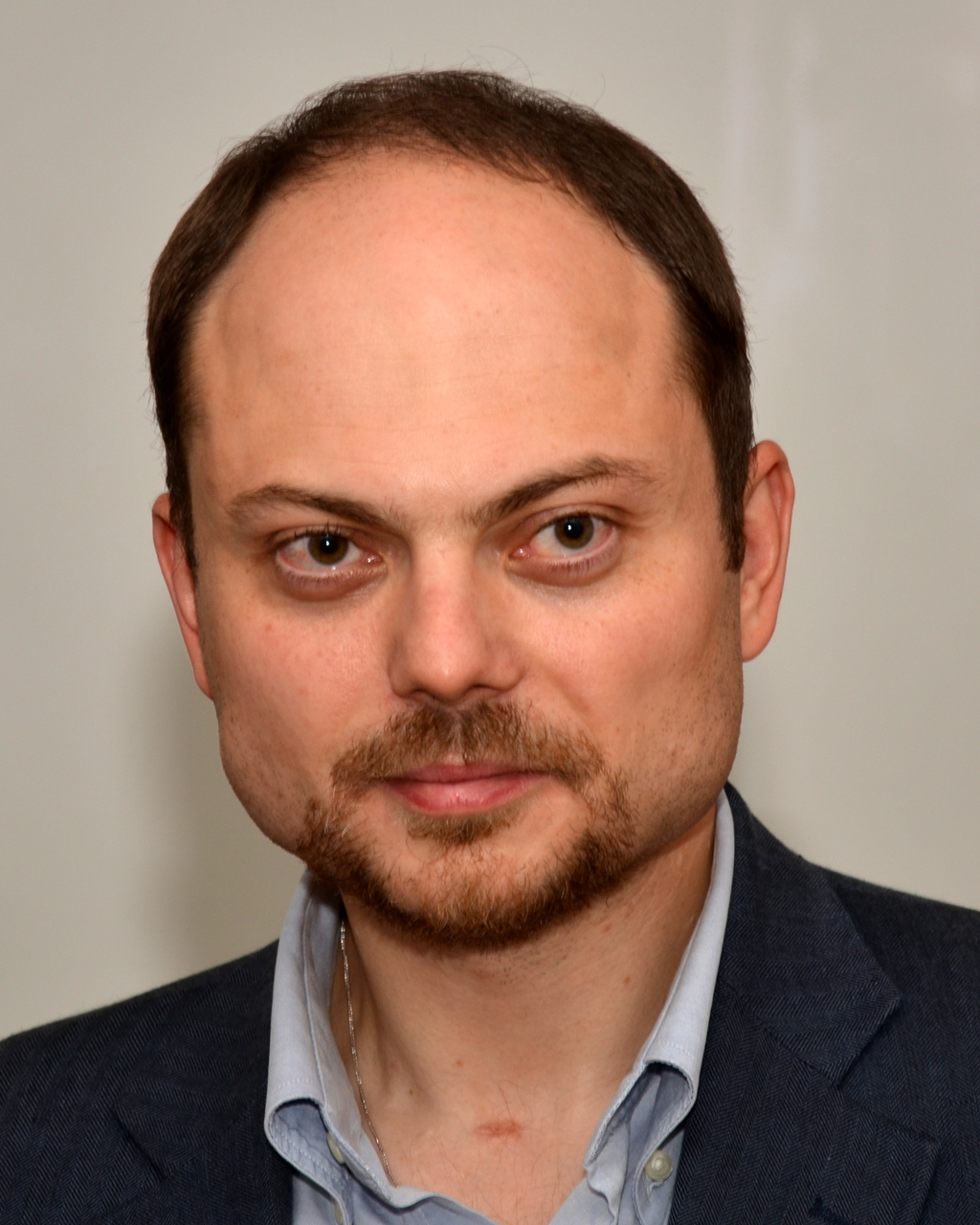
Vladimir Kara-Mourza (2017).

### Empoisonnements
En mai 2015 (quatre mois après l'assassinat de Boris Nemtsov), lors d'une conférence de presse dans les locaux de RIA Novosti à Moscou, Kara-Mourza tombe subitement malade et perd connaissance. Il est victime d'une défaillance rénale aiguë et plongé par les médecins en coma artificiel pendant une semaine,,. Les médecins retrouvent dans son sang des traces de métaux lourds à des taux inhabituels,. Il doit alors marcher avec une canne pendant un an et faire de la rééducation.
Le 1er février 2017, il ressent les mêmes symptômes que lors de son précédent empoisonnement. Il parvient à appeler sa femme qui appelle les secours. Il est à nouveau mis sous coma artificiel et ressort de l'hôpital le 19 février.

### Emprisonnement
Après avoir explicitement condamné l'invasion de l'Ukraine par la Russie en 2022 et annoncé sur CNN la fin du régime poutinien à cause de cette guerre, il est arrêté le jour même, le 11 avril 2022. Dès le lendemain, il est condamné à quinze jours de détention administrative par la juge du tribunal de district de Moscou, Diana Mischenko. La motivation du jugement stipule son insoumission aux forces de l'ordre, l'accusé ayant manifesté « un comportement inadéquat », ayant « changé de direction, accéléré sa marche et ayant tenté de s’enfuir quand il a vu des policiers ». Le 6 octobre 2022, Vladimir Kara-Mourza est accusé également de haute trahison et encourt vingt ans de prison supplémentaires.
Les médecins lui diagnostiquent une polyneuropathie, probablement due à ses empoisonnements.
L'Assemblée parlementaire du Conseil de l'Europe lui décerne en octobre 2022 le prix des droits de l'homme Václav-Havel.
Le 17 avril 2023, Vladimir Kara-Mourza est condamné à 25 ans de colonie pénitentiaire notamment pour le chef d'accusation de « haute trahison », en raison de sa critique publique de l'invasion russe de l'Ukraine en 2022. Un tribunal de Moscou juge qu'il est coupable de haute trahison et d'autres délits tels que la diffusion de « fausses informations sur l'armée » et le travail pour une organisation « indésirable »,. C'est la première condamnation pour trahison depuis la dislocation de l'URSS. 
Cette décision est critiquée par de nombreux diplomates et responsables, notamment occidentaux, qui dénoncent un « procès politique » et un « simulacre de justice ». Le haut-commissaire de l'ONU aux droits de l'homme Volker Türk demande que Kara-Mourza soit libéré « sans délai ».
Depuis septembre 2023, il est détenu dans la colonie pénitentiaire d'Omsk, en Sibérie occidentale, à 2400 kilomètres à l'Est de Moscou.
Vladimir Kara-Mourza est considéré comme un prisonnier d'opinion par l'organisation anglaise Amnesty International.
Le 31 janvier 2024 est révélé le transfert du prisonnier dans une seule chambre de type cellule. Selon lui, la raison en est le refus de se lever sur le commandement « lève-toi ». La santé de Vladimir Kara-Mourza se détériore à cause de cette mesure et d’autres mesures similaires.
Le 12 avril 2024, le tribunal du district Sovetsky d'Omsk condamne Kara-Mourza à une amende de 30 000 roubles pour l'absence d'étiquetage en tant qu’« agent de l'étranger » sur les publications sur les réseaux sociaux. Le 22 mai, la Cour d’appel rejette l'appel contre ce verdict. Le 17 avril 2024, la Cour suprême de la fédération de Russie reporte sine die l’examen du pourvoi en cassation de Kara-Mourza contre le verdict dans son affaire pénale. Le 14 mai 2024, le verdict est confirmé par la Cour suprême,.
Il remporte le prix Pulitzer du commentaire politique en mai 2024. 
Le 19 juin, le tribunal inflige à nouveau une amende à Kara-Mourza pour ne pas avoir étiqueté « agent étranger ». Selon le tribunal, Kara-Mourza a distribué des documents depuis la prison par le biais de la messagerie Telegram. Kara-Mourza lui-même construit sa défense sur le fait qu’il ne se considère pas comme un « agent étranger ».
Le 5 juillet 2024, alors qu'il est encore en prison, il est hospitalisé dans un hôpital-prison, de nombreux pays, réclament sa libération dont le Royaume-Uni, qui explique qu'il a besoin de soins urgents.

### Libération
Le 1er août 2024, il est libéré par la Russie dans le cadre d'un échange de prisonniers, qui inclut également Evan Gershkovich et Paul Whelan,.

## Vie privée
Il est marié à Evguenia Kara-Mourza. Ils ont trois enfants nés entre 2007 et 2012,.

## Publications

### Ouvrages
- (ru) Реформы или революция: к истории попытки образовать ответственное министерство в I Государственной Думе [« Réforme ou révolution : la quête d'un gouvernement responsable au sein de la première Douma d'État russe »], Moscou,‎ 2011 (ISBN 978-5-85691-074-1, lire en ligne)

### Articles
- (en-US) Vladimir Kara-Murza Jr, « Vladimir Kara-Murza: Russians Want Democracy », sur WSJ (consulté le 8 mai 2023)
- (en-US) Vladimir Kara-Murza Jr, « Vladimir Kara-Murza: Putin's Desperate Crackdown », sur WSJ (consulté le 8 mai 2023)
- (ru) « Первое вашингтонское предупреждение », sur Новая газета,‎ 11 octobre 2272 (consulté le 8 mai 2023)
- (en-US) Vladimir Kara-Murza Jr, « Vladimir Kara-Murza: Russia's Rigged Election », sur WSJ (consulté le 8 mai 2023)
- (en-US) Vladimir V. Kara-Murza, « Opinion | The Kremlin’s blacklist », Washington Post,‎ 26 juillet 2012 (ISSN 0190-8286, lire en ligne, consulté le 8 mai 2023)
- (en) Vladimir V. Kara-Murza, « RUSSIA'S LOCAL ELECTIONS: Politics in Spite of Putin », World Affairs, vol. 175, no 3,‎ 2012, p. 53–60 (ISSN 0043-8200, lire en ligne, consulté le 8 mai 2023)
- (en) Ending impunity for crooks and abusers (ISBN 978-2954629803, lire en ligne), p. 63-70
- (en-US) Vladimir V. Kara-Murza, « KREMLIN CROOKS: Putin's 'Patriotic' Hypocrites », World Affairs, vol. 176, no 2,‎ 2013, p. 56–63 (ISSN 0043-8200, lire en ligne, consulté le 8 mai 2023)
- (en-US) Vladimir V. Kara-Murza, « Kara-Murza: The End of Russia's Olympic Truce on Dissent », sur WSJ (consulté le 8 mai 2023)
- (en-US) Vladimir V. Kara-Murza, « POLITICS IN RUSSIA: The Kremlin's Troubles », World Affairs, vol. 176, no 5,‎ 2014, p. 47–54 (ISSN 0043-8200, lire en ligne, consulté le 8 mai 2023)
- (en-US) Vladimir V. Kara-Murza, « Opinion | This is Putin’s war », Washington Post,‎ 4 mars 2014 (ISSN 0190-8286, lire en ligne, consulté le 8 mai 2023)
- (lt) « Boris Nemtsov, 1959–2015 », sur Delfi EN (consulté le 8 mai 2023)
- (en-US) « Opinion | A small measure of justice for Boris Nemtsov », Washington Post,‎ 26 août 2015 (ISSN 0190-8286, lire en ligne, consulté le 8 mai 2023)
- (en) « Russian Violations of the Rule of Law: How Should the U.S. Respond? 3 Case Studies », sur CSCE, 9 février 2016 (consulté le 8 mai 2023)
- (en-US) Vladimir V. Kara-Murza, « Boris Nemtsov: From Kremlin Heir to Dissident », Demokratizatsiya: The Journal of Post-Soviet Democratization, vol. 24, no 1,‎ 2016, p. 31–34 (ISSN 1940-4603, lire en ligne, consulté le 8 mai 2023)
- (en) « Russian authorities just arrested an entire conference hall full of people. I was one of them. », Washington Post,‎ 18 mars 2021 (lire en ligne )

## Récompenses et distinctions
- Prix Pulitzer du commentaire politique en mai 2024[60] « pour des chroniques passionnées écrites au péril de sa vie depuis sa cellule de prison, mettant en garde contre les conséquences de la dissidence dans la Russie de Vladimir Poutine et insistant sur un avenir démocratique pour son pays »[66].